# Спасо-Преображенский собор (Переславль-Залесский)
Спа́со-Преображе́нский собо́р — православный храм в кремле города Переславля-Залесского Ярославской области. Заложен Юрием Долгоруким в 1152 году. Достроен при Андрее Боголюбском в 1157-м. Ныне занят филиалом городского музея-заповедника.

## Архитектура собора

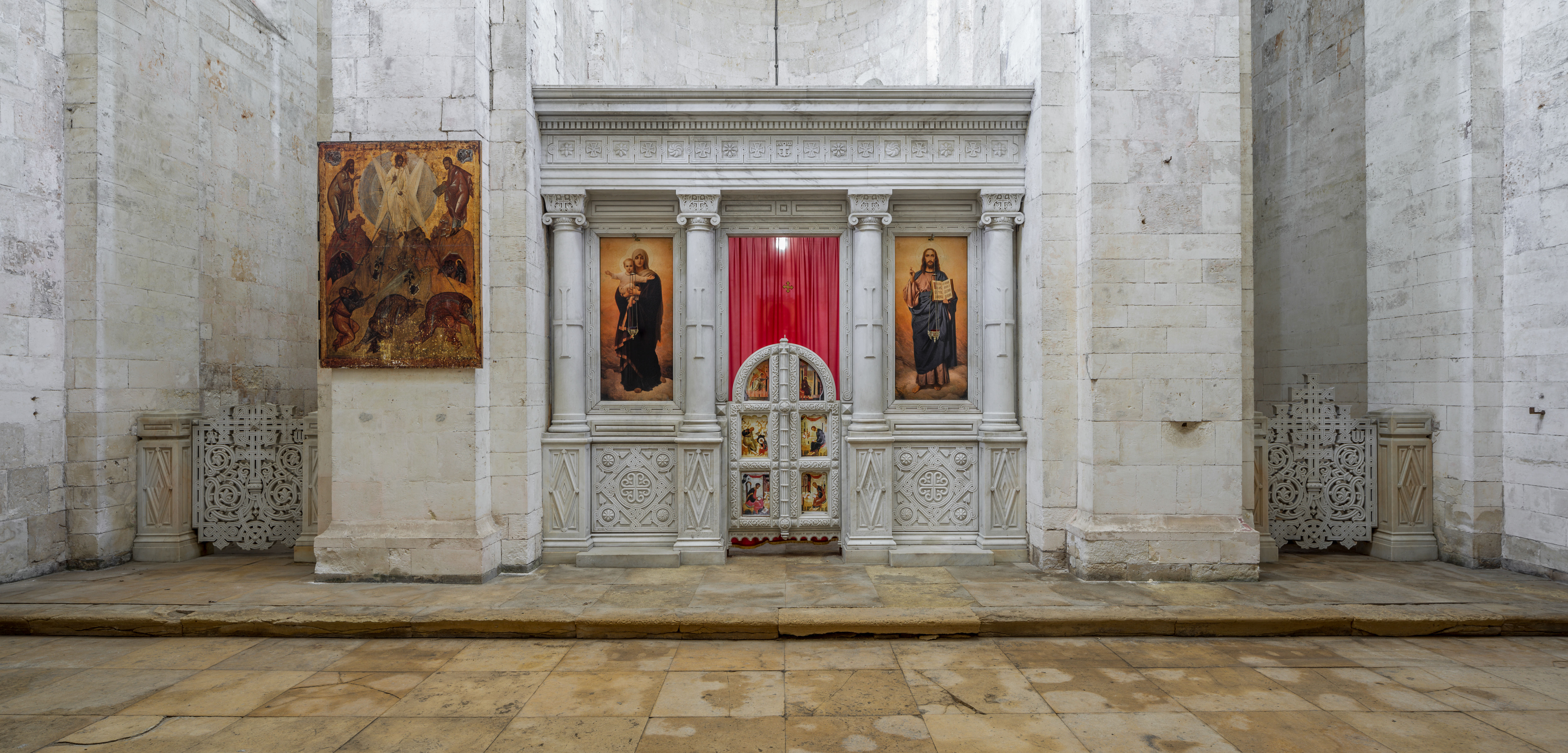
Интерьер собора

Этот одноглавый крестово-купольный четырёхстолпный трёхапсидный храм — самый ранний из белокаменных архитектурных памятников Северо-Восточной Руси (как и церковь Бориса и Глеба в Кидекше).
Стены собора выложены в полубутовой технике из прекрасно отёсанных и положенных почти насухо белокаменных блоков. Толщина стен — от 1 м 30 см до 1 м. Высота храма в древности составляла около 22 м.
Фундамент храма — ленточный (проходящий к столпам от стен), для своего времени уже архаичный. Фундамент сложен из крупного булыжника на извести. Глубина — 1,2 м, доведён до слоя плотной глины. Он значительно шире стен — выступает на 1 м с севера и 1,5 м с востока. До глубины 0,8 м фундамент опускается отвесно, а затем сужается.
Здание по сравнению с домонгольским временем «вросло в землю» примерно на 90 см: ниже отлива идут ещё два ряда кладки белокаменного цоколя.
Декор храма очень строг. Барабан украшен поребриком и городчатым поясом, по верху апсид проходят аркатурный пояс, поребрик и резной полувал.
Алексей Чиняков, обследовавший и реставрировавший собор в 1940-х годах, предполагал, что барабан завершался цепочкой резных арочек, подобных завершениям барабанов владимирского Успенского собора.
Никаких каменных папертей и иных пристроек к собору не сохранилось, никаких их следов археологические исследования не открыли. Вероятно, к заложенному ныне входу на хоры во втором ярусе западного прясла северной стены собора примыкала не каменная (как в большинстве домонгольских храмов Северо-Восточной Руси), а деревянная лестничная башня.
Во время раскопок в храме в конце 1930-х годов были обнаружены майоликовые плитки жёлтого, зелёного и коричневого цвета, устилавшие пол. Более нарядные плитки, белые с голубым орнаментом, вероятно, украшали хоры.

## Фрески и иконы
Во второй половине XII века собор был расписан фресками. Композиции «Страшный суд» и «Богоматерь на престоле» обнаружил в 1862 году краевед и архитектор Н. А. Артлебен.
Во время реставрации собора в 1893—1894 годах древние фрески были сняты мелкими кусками, уложены в ящики и укрыты в холодном сарае в беспорядке. В 1895 году Археологическая комиссия признала фрески не заслуживающими дальнейшего сохранения.
Сохранившийся фрагмент росписей (поясное изображение апостола Симона) сейчас находится в Историческом музее Москвы.
Не представлявшие значительной художественной ценности фрески XIX века счищены. Сейчас внутри собора белые стены.
Из переславского собора происходит исключительная по своим художественным достоинствам храмовая икона «Преображение» начала XV века, приписываемая кисти Феофана Грека (ныне — в Третьяковской галерее).

## Граффити Спасо-Преображенского собора

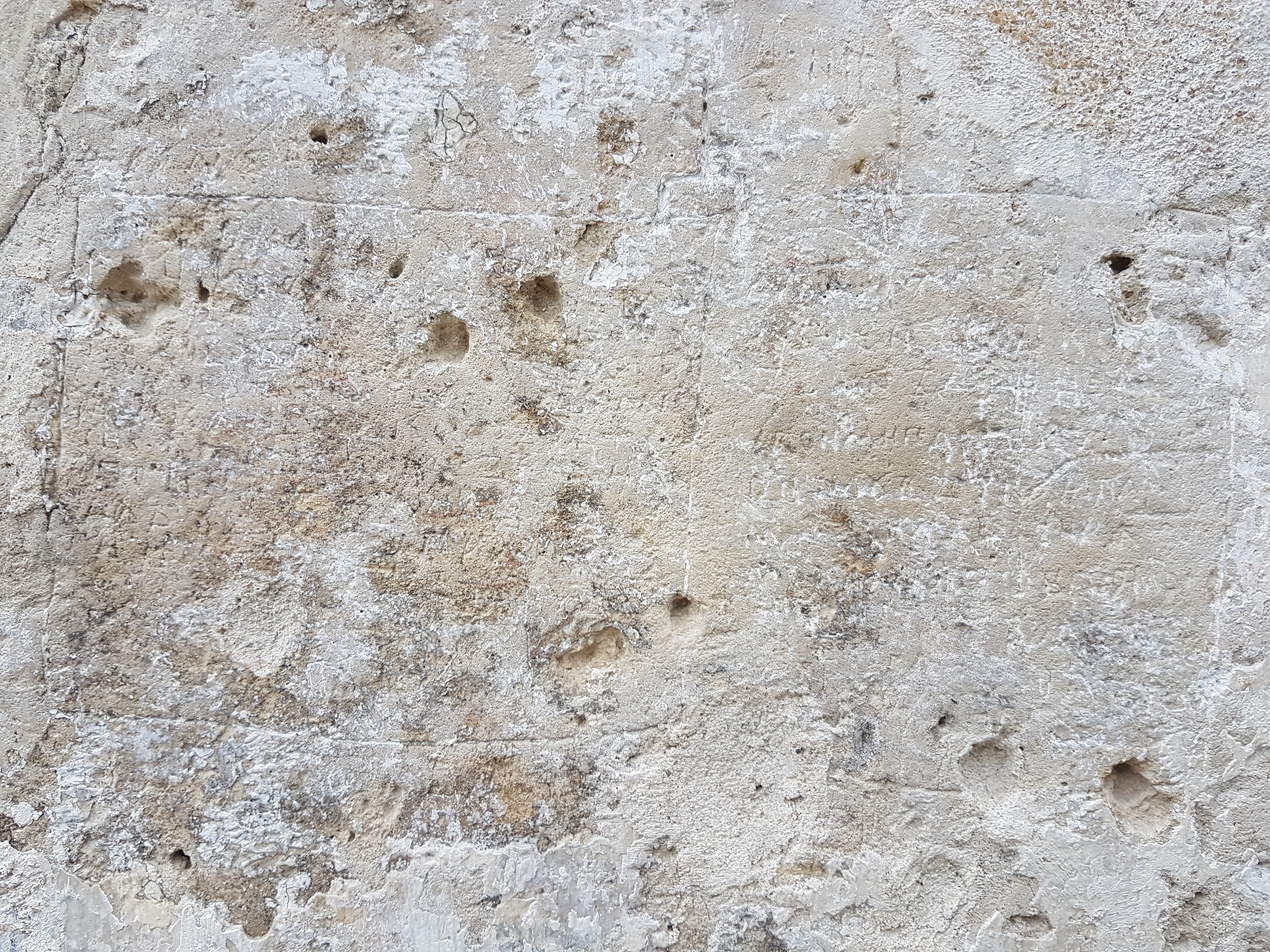
Надпись с сообщением об убийстве Андрея Боголюбского

При реставрации Спасо-Преображенского собора на его стенах было обнаружено несколько древнерусских граффити. Особенность Спасо-Преображенского собора в том, что его фасады были покрыты рисунками и надписями ещё в процессе строительства, до побелки стен. Среди граффити была найдена уникальная надпись-сообщение XII века об убийстве князя Андрея Боголюбского и список имён его убийц:
Следы большого текста, процарапанного на южной апсиде, были найдены уже осенью <…> Надпись была покрыта слоями грязи и краски и нуждалась в реставрации. <…> был найден уникальный текст, касающийся событий 800-летней давности — убийства владимирского князя Андрея Боголюбского.
 Учёные сообщают, что этот текст является древнейшим датированным письменным памятником Северо-Восточной Руси.
Рядом с изображением бегущего человека, держащего в левой руке над головой фантастическое животное с головой птицы, телом змеи и рыбьим хвостом, находится граффити XII века: «но не всем ладно. Игнат писал». Рядом нашли автограф «Лазорь писал» и последовательность из сокращённо записанных названий дней недели, аналогия которой найдена в церкви Спаса на Нередице рядом с Рюриковым городищем (Новгородский район Новгородской области). С помощью 3D-моделирования определили написание через «ц» отчества одного из зачинщиков заговора, Якима, — Куцкович. Это делает вероятным новгородское происхождение его отца Кучки. У заговорщика Ефрема отчество Моизич возводят к арабскому имени Му’изз. Он мог быть потомком мусульманина. Редчайшее имя Стырята ранее встретилось в крупнейшей древнерусской глаголической надписи, найденной в 2017 году при раскопках руин церкви Благовещения на Рюриковом городище.

## Значение собора
Собор — единственный из пяти первых белокаменных храмов Северо-Восточной Руси, дошедший до нас почти в полной сохранности. В соборе были крещены многие переславские князья, в том числе Александр Невский, родившийся в Переславле в 1221 году.
В XIII—XIV веках Спасо-Преображенский собор был усыпальницей переславских удельных князей. Здесь были захоронены князья Дмитрий Александрович и Иван Дмитриевич. В 1939 году при раскопках под руководством Н. Н. Воронина была обнаружена редкая декорированная треугольно-выемчатым орнаментом крышка саркофага с могилы Ивана Дмитриевича.
В год окончания Великой Отечественной войны, 2 сентября 1945 года, в соборе был создан музей Александра Невского, впоследствии закрытый.

## Галерея

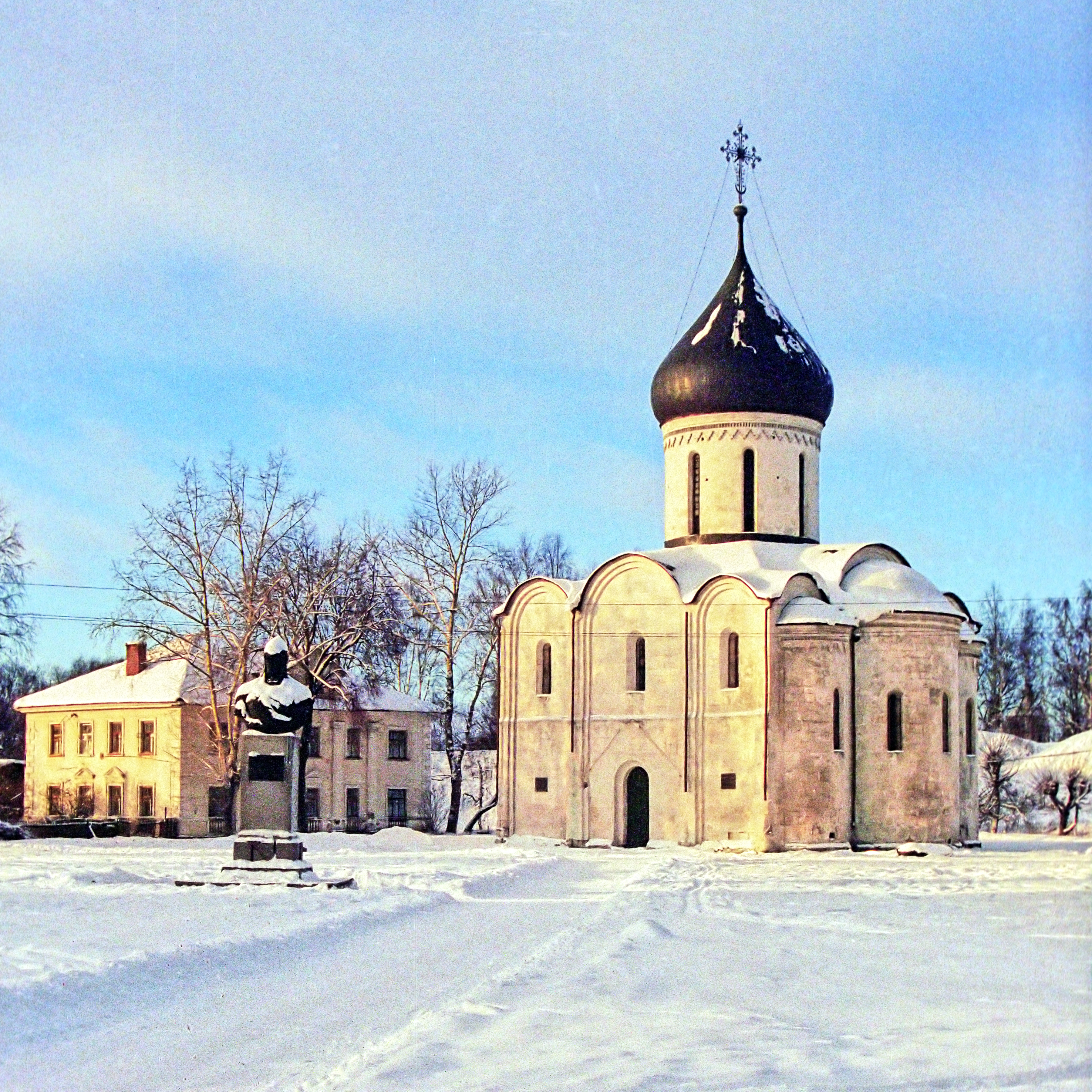
Собор в 2002 г. (спустя год чёрная глава собора была окрашена в зелёный цвет)
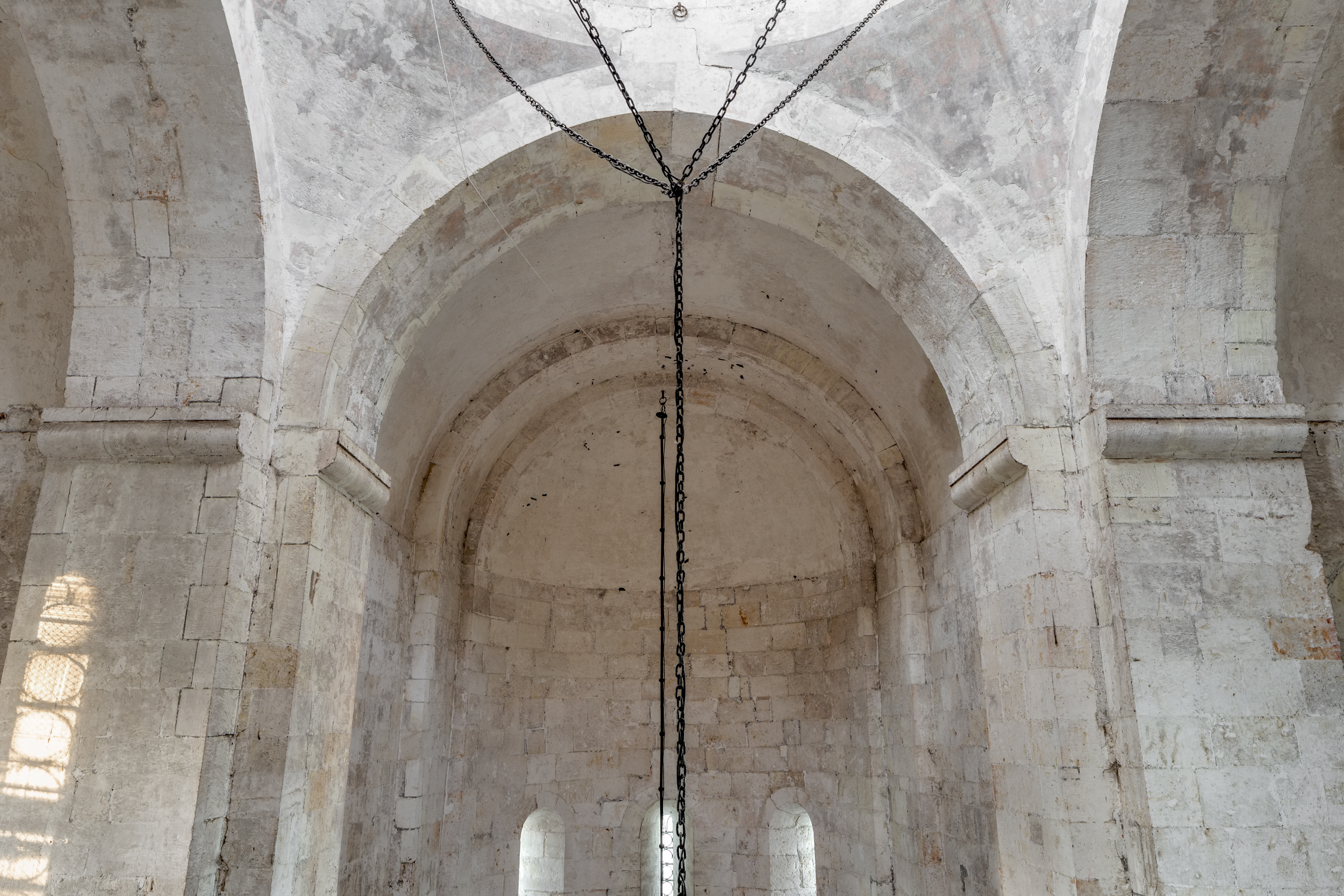
Белокаменные своды
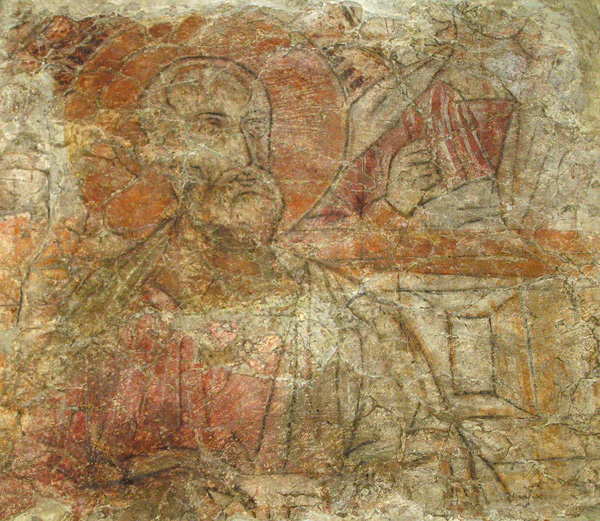
Фреска с изображением апостола из Спасо-Преображенского собора. ГИМ, Москва
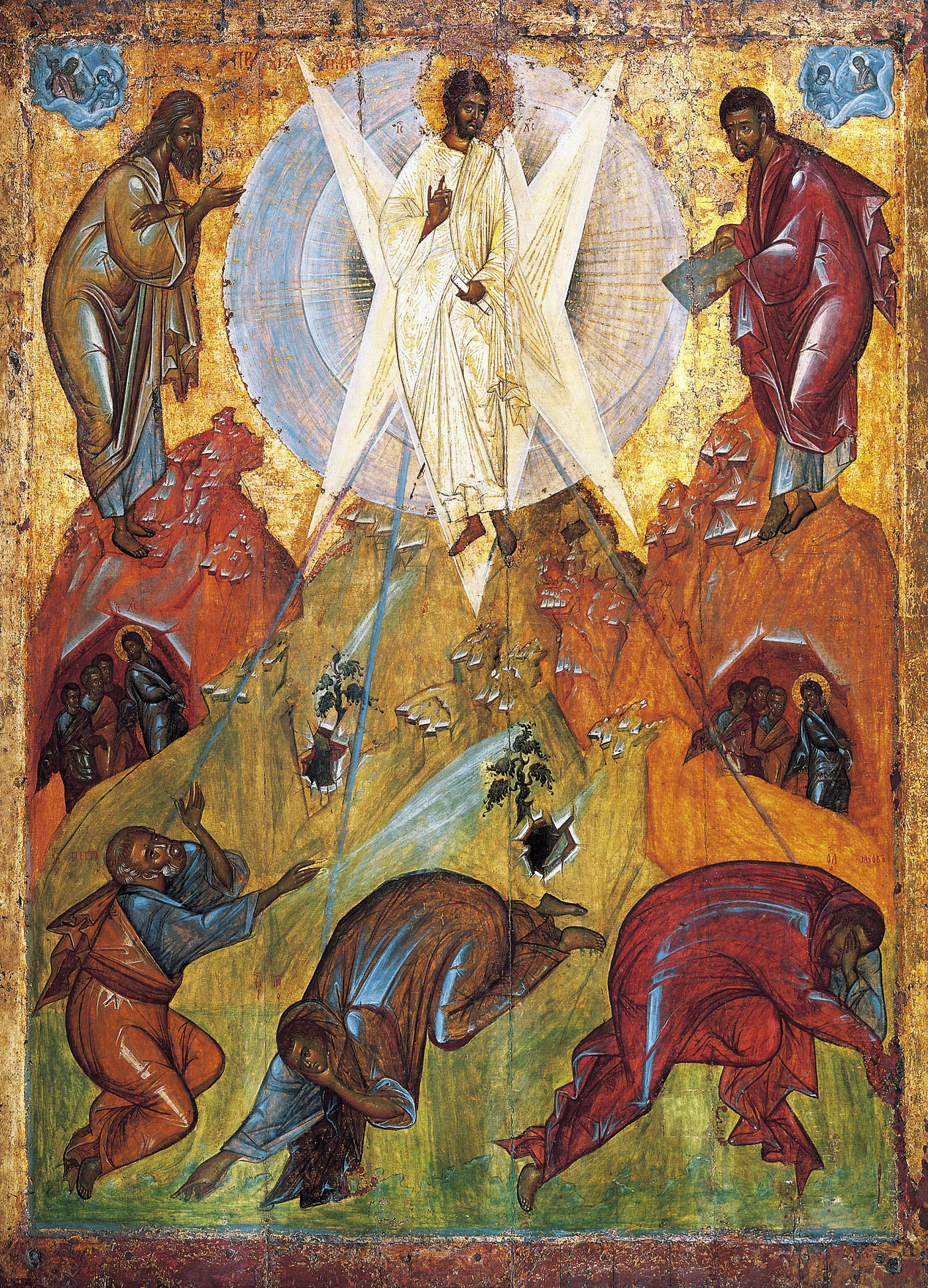
Храмовая икона «Преображение». Третьяковская галерея, Москва